# Endospermum moluccanum
Endospermum moluccanum là một loài thực vật có hoa trong họ Đại kích. Loài này được (Teijsm. & Binn.) Kurz mô tả khoa học đầu tiên năm 1867.